# Tieste-Uragnoux
 Tieste-Uragnoux  es una población y comuna francesa, ubicada en la región de Mediodía-Pirineos, departamento de Gers, en el distrito de Mirande y cantón de Plaisance.

## Demografía
| 130 | 129 | 128 | 144 | 118 | 121 |
| Para los censos de 1962 a 1999 la población legal corresponde a la población sin duplicidades (Fuente: INSEE [Consultar]) |     |     |     |     |     |